# René Delor
René Jules Delor (Quenast, 18 december 1905 - 17 juni 1977) was een Belgisch senator.

## Levensloop
Delor, zoon van volksvertegenwoordiger Henri Delor, was onderwijzer.
Bij de eerste naoorlogse gemeenteraadsverkiezingen werd hij raadslid van Quenast en onmiddellijk werd hij tot burgemeester benoemd.
In 1949 werd hij socialistisch provinciaal senator voor Brabant en in 1950 werd hij verkozen tot senator voor het arrondissement Nijvel, een mandaat dat hij uitoefende tot in 1965.